# 太田雅之 (俳優)
太田 雅之（おおた まさゆき、1967年11月29日 - ）は大阪府出身の俳優。ジャパンアクションエンタープライズ京都支社所属。おもに時代劇や特撮番組のスタントマン・スーツアクターとして活躍している。

## 出演

### テレビドラマ
- 鬼平犯科帳 第3シリーズ 第14話「二つの顔」（1992年3月25日、フジテレビ / 松竹）
- 水戸黄門シリーズ（TBS・C.A.L）
  - 第22部 第1話 - 10話（1993年） - 紀ノ川屋の配下
  - 第33部 第6話「忍びの里 宿命の対決 -伊賀-」（2004年5月24日） - 七介
  - 第37部 第10話「死ぬな!風の鬼若!! -能代-」（2007年6月11日） - 捨三
  - 第39部（2008年10月13日 - 2009年3月23日）
  - 第40部（2009年7月27日 - 12月21日）
  - 第41部（2010年4月12日 - 6月28日）
  - 第43部
    - 第6話「海道一のじゃじゃ馬娘 -清水-」（2011年8月8日） - 幸吉
    - 第20話「裏切り者は誰だ!? -日光-」（2011年12月5日） - 佐文字
- 暴れん坊将軍VII 第17話「子連れ刺客」 （1997年、テレビ朝日系） - 米倉猪之助
- 隠密奉行朝比奈 第2シリーズ （1999年、フジテレビ）
- 太閤記 サルと呼ばれた男（2003年12月27日、フジテレビ系）
- 最後の忠臣蔵（2004年11月5日 - 12月10日、NHK）
- 国盗り物語（2005年1月2日、テレビ東京系）
- 大奥スペシャル（2005年12月30日、フジテレビ系）
- 風林火山（2006年1月8日、テレビ朝日系）
- 京都地検の女第3シリーズ（2006年4月20日 - 6月22日、テレビ朝日系） - 援助交際サラリーマン役
- 逃亡者 おりんシリーズ（テレビ東京系）
  - 逃亡者 おりん 第9話「激闘!御三家の陰謀」（2006年12月22日） - 快慶
  - 逃亡者 おりん2 第10話「毒空木 DOKUUTSUGI」（2012年3月20日） - 村人・蓑吉
- 白虎隊（2007年1月6日、テレビ朝日系）
- 幻十郎必殺剣（2008年1月18日 - 3月14日、テレビ東京系） - 文七役
- 密命 寒月霞斬り（2008年、テレビ東京系） - 村川役
- 寧々〜おんな太閤記（2009年1月2日、テレビ東京系)
- その男、副署長（2009年、テレビ朝日系） - 劇中劇の犯人役
- 樅ノ木は残った（2009年、NHK）- 若侍役
- 853〜刑事・加茂伸之介（2010年1月14日 - 3月11日、テレビ朝日系）
- 科捜研の女10（2010年、テレビ朝日系） - 汐田富弘役
- 球形の荒野（2010年、フジテレビ系） - 刑事役
- 戦国疾風伝 二人の軍師 秀吉に天下を獲らせた男たち（2010年、TBS） - 秀吉軍騎馬武将役
- 柳生武芸帳（2010年、テレビ東京系）
- NINJYA DRAMA（2011年、ドキュメンタリーTV） - 甲賀忍者役
- 京都地検の女7（2011年、テレビ朝日系）
- 狩矢警部11（2011年、テレビ朝日系）
- 忠臣蔵〜その義その愛（2011年、テレビ東京系） - 中津川祐見役
- 逃亡者おりん（2011年、テレビ東京系）- 蓑吉役
- SP〜警視庁警護課II（2012年3月3日、テレビ朝日系） - ガードマン役
- だましゑ歌麿II（2012年9月15日、テレビ朝日系） - 手下役/STUNT
- 新・おみやさん（2012年、テレビ朝日系）- STUNT
- 特捜最前線2013〜7頭の警察犬（2013年9月29日、テレビ朝日系） - STUNT
- 女たちの特捜最前線 第3話（2016年8月11日、テレビ朝日系） - 久松隆三郎役
- 刑事ゼロ（2019年） ‐ 飯田透
- 遺留捜査 第6シリーズ 第7話（2021年2月25日、テレビ朝日）
- 科捜研の女 season24 第1話（2024年7月3日、テレビ朝日） - 庄田隆 役

### 映画
- あずみ2 Death or Love（2005年、東宝）
- 源氏物語（2010年、角川映画） - 道長の従者2役
- 最後の忠臣蔵（2010年、松竹） - 吉良家家臣役
- 桜田門外ノ変（2010年） - 捕り方役
- 相棒 -劇場版II- 警視庁占拠! 特命係の一番長い夜（2010年、東映）
- るろうに剣心（2012年、松竹） - 警護侍役
- 天地明察（2012年、松竹） - 警護侍/狙撃者役

### ビデオ・DVD
- 超忍者隊イナズマ!（2006年、東映） - 女郎蜘蛛・スーツアクター

### イベント
- パチンコ おりん2（2010年） - 手鎖人 無双役